# 801

## Esdeveniments
- 3 d'abril - Els carolingis, dirigits per Lluís I el Pietós, conquereixen Barcelona als sarraïns.
- Berà es converteix en el primer comte de Barcelona. També és comte de Girona
- El rei franc crea la Marca Hispànica, amb capital a Barcelona[cal citació]
- Carlemany firma la Capitular en la qual garanteix protecció als barcelonins davant l'amenaça sarraïna.